# Stadion Pod Racinom
Stadion Pod Racinom – stadion piłkarski w miejscowości Plav, w Czarnogórze. Obiekt może pomieścić 5000 widzów. Swoje spotkania rozgrywają na nim piłkarze klubu FK Jezero Plav.